# Feldman
Feldman ist ein englischer Familienname.

## Herkunft und Bedeutung
Feldman ist ein Berufsname.

## Namensträger
- Andrea Feldman (1948–1972), US-amerikanische Schauspielerin
- Andrew Feldman, Baron Feldman of Elstree (* 1966), britischer Politiker
- Basil Feldman (1926–2019), britischer Politiker
- Ben Feldman (* 1980), US-amerikanischer Schauspieler
- Boris Mironowitsch Feldman (1890–1937), sowjetischer Offizier
- Charles K. Feldman (1904–1968), US-amerikanischer Filmproduzent und Agent für Schauspieler
- Corey Feldman (* 1971), US-amerikanischer Schauspieler
- David Feldman (Philatelist) (* 1947), irisch-schweizerischer Philatelist und Auktionator
- David Feldman (Autor, 1950) (* 1950), US-amerikanischer Sachbuchautor
- David Feldman (Jurist), britischer Rechtswissenschaftler und Richter
- David Feldman (Historiker), britischer Historiker
- David Feldman (Musiker) (* 1977), brasilianisch-israelischer Pianist, Musikproduzent und Komponist
- David Feldman (Komiker), US-amerikanischer Komiker und Autor
- Deborah Feldman (* 1986), amerikanisch-deutsche Autorin
- Dennis Feldman, US-amerikanischer Autor und Regisseur
- Edward S. Feldman (1929–2020), US-amerikanischer Film- und Fernsehproduzent
- François Feldman (* 1958), französischer Sänger
- George J. Feldman (1904–1994), US-amerikanischer Journalist und Diplomat
- Gerald D. Feldman (1937–2007), US-amerikanischer Wirtschaftshistoriker
- Iossif Moissejewitsch Feldman (1905–1984), sowjetischer Major und Lehrer
- Israel Aronowitsch Feldman (* 1933), moldawisch-israelischer Mathematiker
- J. Michael Feldman, US-amerikanischer Drehbuchautor
- Joel Feldman (* 1949), kanadischer mathematischer Physiker
- Jonathan Feldman (* 1952), US-amerikanischer Pianist und Musikpädagoge
- Joseph Feldman (19. und 20. Jahrhundert), Sänger jiddischer Lieder
- Krystyna Feldman (1916–2007), polnische Schauspielerin
- Leah Feldman (1898–1993), fast 80 Jahre lang in der anarchistischen Bewegung aktiv
- Liz Feldman (* 1977), US-amerikanische Komikerin, Drehbuchautorin und TV-Produzentin
- Ludovic Feldman (1893–1987), rumänischer Komponist
- Marcus Feldman (* 1942), australisch-amerikanischer Evolutionsbiologe
- Mark Feldman (* 1955), US-amerikanischer Jazz- und klassischer Violinist und Komponist
- Marty Feldman (1934–1982), US-amerikanischer Schauspieler, Autor und Regisseur
- Michael Feldman (1926–2005), israelischer Biologe
- Morton Feldman (1926–1987), US-amerikanischer Komponist
- Mosche Se’ev Feldman (1930–1997), israelischer Politiker und Rabbiner
- Naum Iljitsch Feldman (1918–1994), russischer Mathematiker
- Phil Feldman (1922–1991), US-amerikanischer Filmproduzent
- Ruth Feldman (* 1960), israelische Psychologin und Neurobiologin
- Ruth Duskin Feldman (1934–2015), US-amerikanische Fernsehquizteilnehmerin und Buchautorin
- Scott Feldman (* 1983), US-amerikanischer Baseballspieler
- Simón Feldman (1922–2015), argentinischer Filmregisseur und -produzent
- Stuart Feldman, US-amerikanischer Informatiker
- Tamara Feldman (* 1980), US-amerikanische Schauspielerin
- Tatiana Feldman (* 1990), russisch-deutsche Schauspielerin
- Valentin Feldman (1909–1942), französischer Philosoph und Kämpfer der Résistance
- Victor Feldman (1934–1987), englischer Jazz-Vibraphonist und -Schlagzeuger
- Wladimir Dmitrijewitsch Feldman (1893–1938), sowjetischer GPU-Offizier
- Zev Feldman (* um 1975), US-amerikanischer Jazz-Produzent und Forscher